# Jochem Ritmeester van de Kamp
Jochem Ritmeester van de Kamp (* 2. November 2003 in Laren) ist ein niederländischer Fußballspieler.
Er spielt auf der Position des zentralen Mittelfeldspielers, kann aber auch im defensiven oder im rechten Mittelfeld eingesetzt werden. Ritmeester van de Kamp spielt bei seinem Jugendverein Almere City FC und ist zudem auch ein U21-Nationalspieler von den Niederlanden.

## Laufbahn im Verein
Jochem Ritmeester van de Kamp wurde in Laren, einem nordöstlich von Hilversum gelegenen Ort, geboren und begann mit dem Fußballspielen bei Laren ’99, bevor er in die Jugendabteilung von Almere City FC wechselte. Am 11. März 2022 gab er im Alter von 18 Jahren beim 3:0-Sieg im Zweitligaspiel gegen Helmond Sport sein Profidebüt. Es blieb in jener Saison Ritmeester van de Kamp's einziger Pflichtspieleinsatz für die Profimannschaft, in der darauffolgenden Spielzeit kam er in der Liga 13 Mal zum Einsatz, zudem kommt noch ein Spiel im KNVB-Beker dazu Almere City FC qualifizierte sich in dieser Saison für die Auf-und-Abstiegs-Play-offs und stieg in die Eredivisie auf, nachdem sie sich gegen den FC Eindhoven, VVV-Venlo und dem FC Emmen durchsetzen konnten. Jochem Ritmeester van de Kamp war dann in der darauffolgenden Spielzeit im Oberhaus über weite Strecken der Saison Stammspieler und wurde dabei auf verschiedenen Positionen im Mittelfeld eingesetzt, seltener auch als rechter Außenstürmer.

## Nationalmannschaftskarriere
Im November 2024 gab Jochem Ritmeester van de Kamp sein Debüt für die U21-Nationalelf von „Oranje“. Dabei stand er beim 3:3 im Testspiel in Žilina gegen die Slowakei in der Anfangsformation.